# Street Certified
Albums de M.O.P.
Sparta
(2011)
Street Certified est un EP de M.O.P., sorti le 18 novembre 2014. 

## Liste des titres
| No | Titre                                                                  | Contient un (des) sample(s) de                          | Durée |
| -- | ---------------------------------------------------------------------- | ------------------------------------------------------- | ----- |
| 1. | Welcome 2 Brooklyn (featuring Maino – Produit par ChuckHeat)           |                                                         | 4:02  |
| 2. | Broad Daylight (featuring Busta Rhymes – Produit par I Fresh)          | Success de Jay-Z featuring Nas                          | 3:51  |
| 3. | Hustle (Produit par Beat Butcha)                                       |                                                         | 4:18  |
| 4. | Shake Em Up (Produit par Jazi Moto)                                    |                                                         | 3:15  |
| 5. | Heistmasters (featuring DJ Premier (scratches) – Produit par DJ Skizz) |                                                         | 3:00  |
| 6. | 187 (Produit par Fizzy Womack)                                         | Head over Heels de Tears for Fears Long Red de Mountain | 2:52  |
| 7. | Street Certified (featuring Mobb Deep – Produit par I Fresh)           |                                                         | 4:35  |
| 8. | No Shame (Produit par Phatboy)                                         |                                                         | 3:37  |
| 9. | American Muscle (Produit par Free Smith)                               |                                                         | 3:20  |